# Karl Ott (Politiker)
Karl Ott (* 28. Juli 1891 in Straßburg; † 25. Dezember 1977 in Emden) war ein deutscher Ministerialbeamter im Reichsdienst und in Niedersachsen Landtagsabgeordneter und Staatssekretär (Gesamtdeutscher Block/Bund der Heimatvertriebenen und Entrechteten).

## Leben
Nach Besuch von Gymnasien in Koblenz und Bonn bestand Ott Ostern 1911 die Abiturprüfung. Er begann an der Ludwig-Maximilians-Universität München Rechtswissenschaft zu studieren und wurde 1912 im Corps Bavaria München recipiert. Als Inaktiver ging er 1913 an die Julius-Maximilians-Universität Würzburg. Von 1914 bis 1918 nahm er am Ersten Weltkrieg teil, zuletzt als Oberleutnant: Er wurde im Mai 1917 mit dem Eisernen Kreuz II. Klasse und im Oktober 1917 mit dem Militärverdienstorden (Bayern) IV. Klasse ausgezeichnet. 1915 bestand er das Referendarexamen und 1920 das Assessorexamen für den höheren Justiz- und Verwaltungsdienst. Im Mai 1920 wurde er zum Dr. iur. promoviert. In die Reichsverwaltung aufgenommen, wurde er 1922 als Regierungsrat in das Reichsministerium der Finanzen berufen. 1926/27 war er in das Genfer Sekretariat des Völkerbundes zur Vorbereitung der Weltwirtschaftskonferenz abgeordnet. 1927 wurde er in die Etatabteilung des Reichsfinanzministeriums zurückberufen. Von 1928 bis 1930 war er Mitglied in der Bayerischen Volkspartei. Zum 1. Dezember 1932 trat er der NSDAP bei (Mitgliedsnummer 1.418.017). Zum 1. Juni 1932 wurde er Förderndes Mitglied der SS.
Über die ganze Zeit des Nationalsozialismus war er Leiter der Haushalts- und Finanzabteilung im Reichsministerium für Volksaufklärung und Propaganda unter Joseph Goebbels, zuletzt als Ministerialdirigent. Zur selben Zeit war er Mitglied von Aufsichtsräten verschiedener Reichsgesellschaften. Zur NS-Zeit war er zudem von 1934 bis 1945 im Reichsbund der Deutschen Beamten, von 1936 bis 1945 in der Nationalsozialistischen Volkswohlfahrt, von 1937 bis 1940 war er ehrenamtlicher Geschäftsführer der Goebbels-Stiftung „Künstlerdank“. 1938–1945 war er in der Deutsch-Italienischen Gesellschaft und im Deutschen Auslandsklub Berlin.
Das Spruchkammerverfahren in Essen wurde mit Entscheidung vom 10. Februar 1949 eingestellt. Ott hatte angegeben, gegen seinen Willen in das Amt des Leiters der Finanzabteilung im Propagandaministerium eingesetzt worden zu sein. Seit 1938 habe er sich mehrfach um eine Versetzung in das Wirtschaftsministerium bemüht; aber seine Anträge seien immer wieder von Goebbels abgelehnt worden.
Ott war in der zweiten Wahlperiode vom 6. Mai 1951 bis zu seiner Mandatsniederlegung am 28. Oktober 1952 sowie in der vierten Wahlperiode vom 6. Mai 1959 bis zum 5. Mai 1963 Mitglied des Niedersächsischen Landtages. Von Oktober 1952 bis Juli 1956 war Ott Staatssekretär im Niedersächsischen Ministerium für Inneres.
Nach Angaben des britischen Geheimdienstes hatte er 1953 Kontakte zum Naumann-Kreis, einer Gruppe ehemaliger Nationalsozialisten, die die Freie Demokratische Partei unterwandern wollte.

## Auszeichnungen
- Großes Verdienstkreuz des Verdienstordens der Bundesrepublik Deutschland (1956)